# Australian Ice Hockey League
Australian Ice Hockey League (AIHL) (česky: australská liga ledního hokeje) je nejvyšší hokejová soutěž v Austrálii. Založena byla v roce 2000. Jedná se o poloprofesionální soutěž, ve které ale nastoupilo již několik hráčů se zkušenostmi z kanadskoamerické National Hockey League.

## Herní systém
Liga se hraje v průběhu chladnější poloviny roku na jižní polokouli – od dubna do konce srpna. Do ročníku 2011 se osm týmů utkávalo každý s každým čtyřikrát. Po rozšíření soutěže o tým Perth Thunder v roce 2012 bylo devět účastníků rozděleno do dvou konferencí. Tyto jsou pojmenovány Easton Conference a Bauer Conference podle firem vyrábějících hokejové vybavení. Liga má totiž podepsanou smlouvu se společností Skaters Network, která je distributorem těchto značek. V konferenci Easton je pět týmů, v konferenci Bauer čtyři. Po základní části následuje závěrečný turnaj systémem play-off, ve kterém se utkává vítěz jedné konference s druhým týmem opačné konference a vítězové semifinále sehrají ligové finále. Vyřazovací část byla zavedena v roce 2001, v prvním ročníku se hrála jen základní část. V roce 2023 se liga rozšířila na 10 účastníků po vstupu Brisbane Lightning a návratu Central Coast Rhinos. Týmy odehrály 26 zápasů první dva postoupily do semifinále a další čtyři do čtvrtfinále. Čtvrtfinále, semifinále i finále se hrály na jeden vítězný zápas.

## Trofeje australské hokejové ligy
- Goodall Cup je od roku 2002 udělován vítězi play-off (předtím v letech 1909 až 2001 byla trofej udělovaná vítězi klání mezi reprezentacemi jednotlivých australských států. Stejně tomu bylo i v roce 2009 na počest stého výročí trofeje)
- H Newman Reid Trophy je udělovaná vítězi základní části od roku 2007
- V.I.P. Cup - dřívější cena pro vítěze základní části do roku 2007
- Wilson Cup - cena pro vítěze předsezónního turnaje (nebyl pořádán každoročně)

## Seznam týmů ligy

### Současné týmy
| Tým                  | Město                               | Stadión                               | Kapacita | Rok vstupu do AIHL                       |
| -------------------- | ----------------------------------- | ------------------------------------- | -------- | ---------------------------------------- |
| Adelaide Adrenaline  | Adelaide, Jižní Austrálie           | Ice ArenA                             | 1500     | 2008 jako Adelaide A's                   |
| Brisbane Lightning   | Brisbane, Queensland                | IceWorld Boondall                     | 450      | 2023                                     |
| CBR Brave            | Canberra, Teritorium hlavního města | Phillip Swimming & Ice Skating Centre | 100      | 2014                                     |
| Central Coast Rhinos | Erina, New South Wales              | Erina Ice World                       | 500      | 2005-2008, a 2023                        |
| Melbourne Ice        | Melbourne, Victoria                 | O'Brien Icehouse                      | 2500     | 2002                                     |
| Melbourne Mustangs   | Melbourne, Victoria                 | O'Brien Icehouse                      | 2500     | 2011, 2010–2012 jako Mustangs IHC        |
| Newcastle Northstars | Newcastle, New South Wales          | Hunter Ice Skating Stadium            | 1000     | 2002, 2002–2016 Newcastle North Stars    |
| Perth Thunder        | Perth, Západní Austrálie            | Perth Ice Arena                       | 600      | 2012                                     |
| Sydney Bears         | Sydney, New South Wales             | Macquarie Ice Rink                    | 2000     | 2000, v letech 2007–2009 jako AIHL Bears |
| Sydney Ice Dogs      | Sydney, New South Wales             | Macquarie Ice Rink                    | 2000     | 2002 jako West Sydney Ice Dogs           |

### Bývalé týmy
| Tým                     | Město                                  | Stadión                               | Účast v letech |
| ----------------------- | -------------------------------------- | ------------------------------------- | -------------- |
| Adelaide Avalanche      | Thebarton, Jižní Austrálie             | Ice ArenA                             | 2000-2008      |
| Canberra Knights        | Canberra, Australian Capital Territory | Phillip Swimming & Ice Skating Centre | 2000-2013      |
| Gold Coast Blue Tongues | Gold Coast, Queensland                 | Iceland                               | 2005-2012      |

## Vítězové ligy
(v závorce uveden poražený finalista)
- 2000: Adelaide Avalanche (první v pořadí dlouhodobé části)
- 2001: Adelaide Avalanche (Sydney Bears)
- 2002: Sydney Bears (Adelaide Avalanche)
- 2003: Newcastle North Stars (Western Sydney Ice Dogs, finále 4-1)
- 2004: Western Sydney Ice Dogs (Newcastle North Stars, finále 3-1)
- 2005: Newcastle North Stars (Adelaide Avalanche, finále 3-1)
- 2006: Newcastle North Stars (Adelaide Avalanche, finále 4-0)
- 2007: Bears (Newcastle North Stars, ve finále 4-3 v prodl.)
- 2008: Newcastle North Stars (Western Sydney Ice Dogs, ve finále 4-1)
- 2009: Adelaide Adrenaline (Newcastle North Stars, ve finále 3-2 v prodl.)
- 2010: Melbourne Ice (Adelaide Adrenaline, ve finále 6-4)
- 2011: Melbourne Ice (Newcastle North Stars, ve finále 3-2)
- 2012: Melbourne Ice (Newcastle North Stars, ve finále 4-3)
- 2013: Sydney Ice Dogs (Newcastle North Stars, ve finále 6-3)
- 2014: Melbourne Mustangs (Melbourne Ice, ve finále 6-1)
- 2015: Newcastle North Stars (Melbourne Ice, ve finále 3-2 v prodl.)
- 2016: Newcastle North Stars (CBR Brave, ve finále 2-1)
- 2017: Melbourne Ice (CBR Brave, ve finále 4-1)
- 2018: CBR Brave (Sydney Bears, ve finále 4-3)
- 2019: Sydney Bears (Perth Thunder, ve finále 5-2)
- 2020 a 2021 zrušeno z důvodu Pandemie Covidu-19
- 2022: CBR Brave (Newcastle North Stars, ve finále 3-2)
- 2023: Melbourne Mustangs (CBR Brave, ve finále 1-0)

## Počty titulů
| Počet titulů | Klub                 | Rok zisku titulů                   |
| ------------ | -------------------- | ---------------------------------- |
| 6            | Newcastle Northstars | 2003, 2005, 2006, 2008, 2015, 2016 |
| 4            | Melbourne Ice        | 2010, 2011, 2012, 2017             |
| 3            | Sydney Bears         | 2002, 2007, 2019                   |
| 2            | Adelaide Avalanche   | 2000, 2001                         |
| 2            | Sydney Ice Dogs      | 2004, 2013                         |
| 2            | CBR Brave            | 2018, 2022                         |
| 2            | Melbourne Mustangs   | 2014, 2023                         |
| 1            | Adelaide Adrenaline  | 2009                               |